# Sörvik
Sörvik is een plaats in de gemeente Ludvika in het landschap Dalarna en de provincie Dalarnas län in Zweden. De plaats heeft 718 inwoners (2005) en een oppervlakte van 135 hectare.

## Verkeer en vervoer

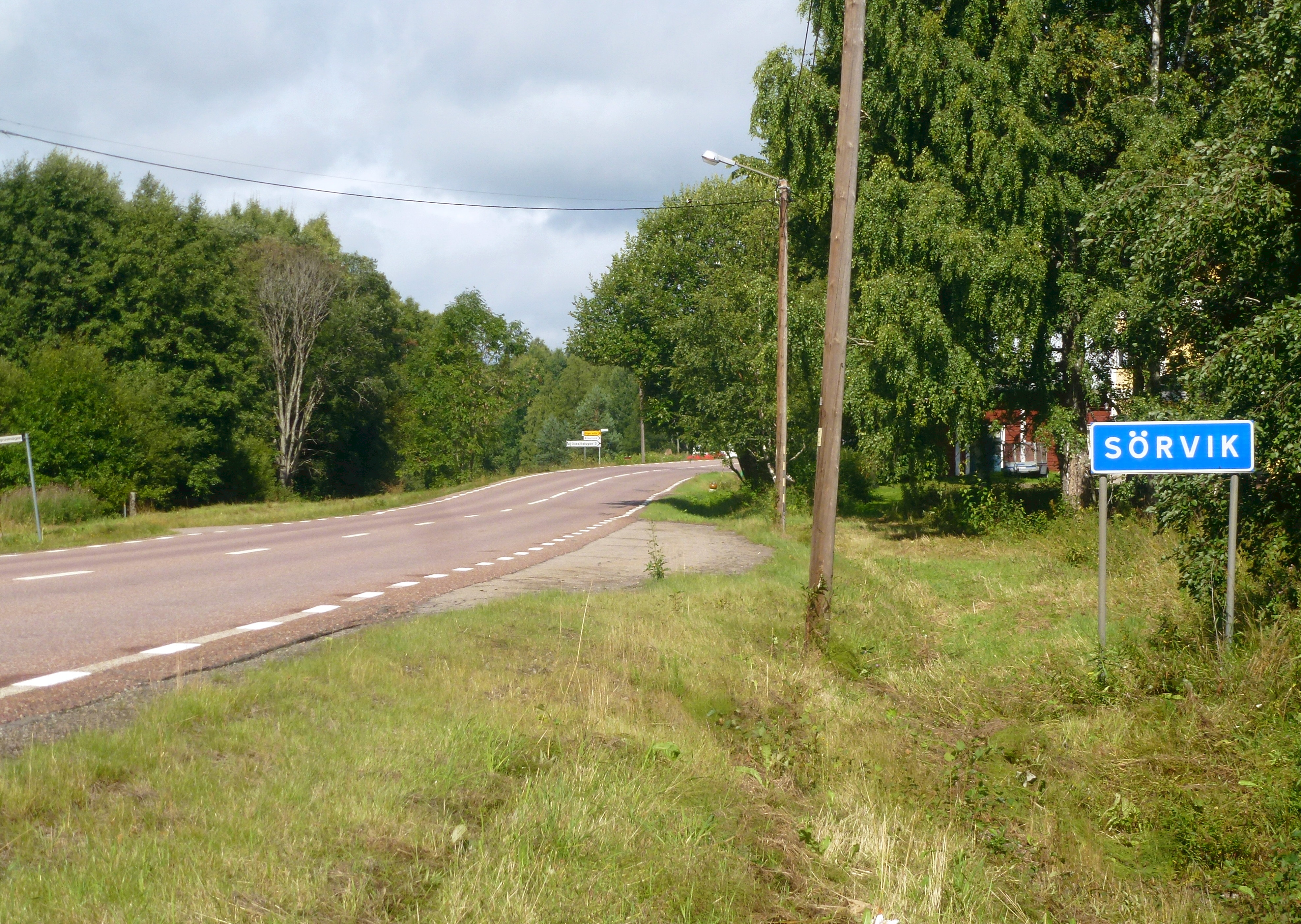

Bij de plaats loopt de Riksväg 66.